# Acanthella (Dictyonellidae)
Pour les articles homonymes, voir Acanthella.
Genre
Acanthella est un genre d'éponges de la famille Dictyonellidae. Les espèces de ce genre sont marines.

## Liste d'espèces
Selon World Register of Marine Species (19 mai 2016) :
- Acanthella aculeata Thiele, 1898
- Acanthella acuta Schmidt, 1862
- Acanthella annulata Sarà, 1958
- Acanthella branchia Sim, Kim & Byeon, 1990
- Acanthella calyx (Dendy, 1922)
- Acanthella cavernosa Dendy, 1922
- Acanthella costata Kieschnick, 1900
- Acanthella cubensis (Alcolado, 1984)
- Acanthella dendyi (Bergquist, 1970)
- Acanthella erecta (Carter, 1876)
- Acanthella flabellata (Tanita, 1961)
- Acanthella flagelliformis (van Soest & Stentoft, 1988)
- Acanthella gorgonoides (Thomas, 1984)
- Acanthella hispida Pulitzer-Finali, 1982
- Acanthella inflexa (Pulitzer-Finali, 1982)
- Acanthella insignis Thiele, 1898
- Acanthella klethra Pulitzer-Finali, 1982
- Acanthella ligulata (Burton, 1928)
- Acanthella mastophora (Schmidt, 1870)
- Acanthella megaspicula Thomas, 1984
- Acanthella minuta Tanita, 1968
- Acanthella multiformis Vosmaer, 1885
- Acanthella oviforma Tanita & Hoshino, 1989
- Acanthella pulcherrima Ridley & Dendy, 1886
- Acanthella ramosa Kumar, 1925
- Acanthella ramus (Sim, Kim & Byeon, 1990)
- Acanthella simplex Thiele, 1898
- Acanthella styloida Tanita & Hoshino, 1989
- Acanthella tenuispiculata Dendy, 1897
- Acanthella vaceleti van Soest & Stentoft, 1988
- Acanthella vulgata Thiele, 1898
- Acanthella xutha (de Laubenfels, 1954)